# しづか (1992年生)
しづか（1992年5月11日 - ）は、千葉県出身の日本のタレント、ヨガインストラクター、元グラビアアイドル。千葉県出身。エヌウィード所属。

## 人物・略歴
2009年3月まで宮沢 静香（みやざわ しずか）としてアイントに所属していた。グラビアアイドルとしての活動を行いつつ、2007年には「家に五女あり」などのテレビドラマに出演した。
2010年からしづかとしてClaudiaに所属し、グラビアアイドルとしての活動を再開。同年、雑誌「FLASH」主催のオーディション『ミスFLASH2011』にエントリー。惜しくも受賞はならなかったが、同オーディションのファイナリスト4名と他出場者5名によるユニット「G☆Girls」（ジー・ガールズ）を2011年8月に結成した。
特技はダンス（ジャズ、ヒップホップ）、書道（八段）。
現在は坂野志津佳名義でタレント活動以外にヨガインストラクターとして活動している。

## 出演

### テレビドラマ
- 愛の劇場 家に五女あり（2007年9月3日 - 10月26日、TBS） - 三沢志奈子 役
- 時空警察ヴェッカーシグナ 第9〜12話 （2007年、MXテレビ） - 蝦川美紗子 役
- 京都地検の女Ⅳ 第7話（2007年12月23日、テレビ朝日） - 福本未来 役
- 孤独のグルメ Season4 第8話 （2014年8月27日、テレビ東京）  - 女性客2 役

### バラエティ番組
- 15-0（2003年 - 2004年、BS朝日）
- 新・美少女図鑑（エンタ!371）
- ジュニアでGO!（エンタ!371）
- LOVE☆ハリケーン・〜素顔の美少女（MXテレビ）

### その他テレビ番組
- ごりやくさん「第17回宇都宮二荒山神社」（2020年1月27日、KBS京都） - 旅人[2]

### オリジナルビデオ・DVD
- ほんとうにあった怖い話 第七夜（2007年7月、パル企画）

### ラジオ
- ASIAN美少女ファイル「プチドルスクール」 - 準レギュラー

### CM
- エステー消臭プラグ「殿 十一変化」篇 サラリーマン篇（2007年10月15日 - ）

### 雑誌
- ピュアピュア Vol.25（2004年7月7日、辰巳出版）

### 舞台
- Winday's旗揚げ公演「here goes nothing」（2012年10月16日 - 21日、萬劇場）
- ライチ☆光クラブ（2012年12月14日 - 25日、紀伊國屋ホール）

## 作品

### DVD
- 制服美少女図鑑 しずか12歳（2004年8月6日、フーガ）
- ビタミン☆しずか（2005年8月26日、ビーエムドットスリー）
- 透明少女（2006年1月27日、竹書房）
- 半分コドモ⇔半分オトナ（2006年8月25日、GPミュージアムソフト）
- だって初恋なんだもん（2007年2月23日、マーレ）
- ポップ・ラヴ（2010年9月27日、晋遊舎）
- しづかでやんす（2011年5月20日、イーネット・フロンティア）

### 写真集
- しずか12歳（ボクの妹）（2004年9月、大洋図書）ISBN 4813020046

### シングルCD
※「G☆Girls」のメンバーとして
1. 魔法をかけてLove Me Do（2011年9月14日、ビーイング） - 鈴木ふみ奈、黒田有彩、斎藤眞利奈、仁藤みさき、石原美優、大津琴子、椎名歩美、堀口アンナと共演